# José Lino Tranquada Gomes
José Lino Tranquada Gomes (Funchal, Santo António, 23 de setembro de 1958) é um advogado e político português, que foi presidente da Assembleia Legislativa da Região Autónoma da Madeira entre 2015 e 2019.

## Percurso profissional
Concluiu os seus estudos secundários no Liceu Jaime Moniz, no Funchal.
Foi, durante um ano, técnico superior de 2.ª classe na Direcção Regional de Trabalho, tendo ingressado logo a seguir como jurista na extinta Caixa Económica do Funchal.
Exerce advocacia desde 1984, logo após a conclusão do estágio.
Foi membro do Conselho Distrital da Madeira da Ordem dos Advogados (1989 a 1991).

## Percurso político
Enquanto estudante universitário foi membro da Direção do Núcleo de Estudantes Sociais-Democratas da Faculdade de Direito da Universidade de Lisboa (Clássica) e membro da Associação de Representantes dessa faculdade.
Regressado à Madeira, após a conclusão do curso universitário, foi Presidente do Conselho de Jurisdição da Juventude Social Democrata (JSD) e, posteriormente, Presidente do Conselho Regional da JSD.
Foi membro do Conselho Regional do PSD e da sua Comissão Política, cargo que ainda hoje exerce.
Entre 1988 e 2019, foi deputado na Assembleia Legislativa da Região Autónoma da Madeira (ALRAM), onde exerceu a presidência da Comissão de Regimento e Mandatos (da VII Legislatura à X Legislatura), da 4ª Comissão Especializada Permanente de Equipamento Social e Habitação (IX Legislatura), da 7ª Comissão Especializada Permanente de Administração Pública, Trabalho e Emprego (IX Legislatura) e da 8ª Comissão Especializada de Administração Pública, Trabalho e Emprego (da VII Legislatura à IX Legislatura).
Foi Presidente das seguintes Comissões Parlamentares de Inquérito; "Uma Família, Um Computador" (VII Legislatura), "Às Obras na Orla Costeira" (VIII Legislatura), "Para Averiguar as Interferências do Presidente do Governo Regional no Jornal da Madeira" (VIII Legislatura) e "Sobre os Contratos e Parcerias Público Privadas Rodoviárias Via Expresso e Via Litoral" (X Legislatura).
Foi vice-Presidente do Grupo Parlamentar do PSD-Madeira e Presidente do Grupo Parlamentar do PSD-Madeira, após eleições internas diretas.
De 20 de abril de 2015 a 15 de outubro de 2019, foi presidente da Assembleia Legislativa da Madeira, eleito com 39 votos a favor, 5 votos contra e 3 votos em branco.
A 14 de outubro de 2019, foi agraciado com o grau de Grã-Cruz da Ordem do Infante D. Henrique.

## Cargos
- Vogal do Conselho Fiscal da Fundação Horácio Roque.
- Presidente da Direção da Associação de Socorros Mútuos “4 de Setembro de 1862”.[8]
- Assessor do Conselho de Administração da extinta Caixa Económica do Funchal.
- Assessor do Conselho de Administração do Banif – Banco Internacional do Funchal – Banco Internacional do Funchal, S.A.
- Vogal do Conselho Fiscal do Banif – Banco Internacional do Funchal, S.A.

## Família
É filho de Germano Gomes e de Maria Egídia do Patrocínio Gonçalves Tranquada Gomes.
Casado desde 20 de dezembro de 1982 com Anabela Soares Homem de Gouveia Tranquada Gomes, de quem teve dois filhos: Bernardo Homem de Gouveia Tranquada Gomes e Josefina Homem de Gouveia Tranquada Gomes, ambos advogados.